# Клемпськ
Клемпськ (пол. Klępsk) — село в Польщі, у гміні Сулехув Зеленогурського повіту Любуського воєводства.
Населення — 620 осіб (2011).

## Демографія
Демографічна структура станом на 31 березня 2011 року:
|          | Загалом | Допрацездатний вік | Працездатний вік | Постпрацездатний вік |
| -------- | ------- | ------------------ | ---------------- | -------------------- |
| Чоловіки | 302     | 76                 | 203              | 23                   |
| Жінки    | 318     | 77                 | 180              | 61                   |
| Разом    | 620     | 153                | 383              | 84                   |